# Tadini (calciatore)
 Tadini (fl. XX secolo) è stato un calciatore italiano, di ruolo centrocampista.

## Carriera
Militò nel Genoa nella stagione 1911-1912 ottenendo con i genovesi il terzo posto della classifica finale del Torneo Maggiore.
L'unico incontro disputato in rossoblu fu la sconfitta esterna per 3-2 del 10 dicembre 1911 contro l'Unione Sportiva Milanese.